# KNM-ER 729
KNM-ER 729 es el nombre de catálogo de un cráneo parcial fósil de Paranthropus boisei, de una antigüedad de 1,5 millones de años (dentro del Calabriense) hallado por Paul Abell en 1970, aunque no fue excavado hasta la campaña de 1971, en las cercanías de Ileret, junto al lago Turkana (Kenia), publicada la descripción en 1972 por R. Leakey.
Las iniciales KNM del nombre corresponden a Kenya National Museum (ahora conocido como National Museums of Kenya) y ER al yacimiento paleontológico del este del lago Turkana, East [lago] Rudolf (antiguo nombre del lago Turkana).

## Taxonomía y descripción
KNM-ER 729 es una mandíbula casi completa, asignada a P. boisei, de un macho adulto, por su robustez. Los dientes conservan las raíces y las coronas en la mayoría de las piezas. Es comparable, morfológicamente, a la mandíbula de Peninj.